# The Story of Us (filme)
The Story of Us (Brasil: A História de Nós Dois / Portugal: Vida a Dois) é um filme estadunidense de 1999, dos gêneros comédia, drama e romance, dirigido por Rob Reiner, e estrelado por Bruce Willis e Michelle Pfeiffer como um casal casado há quinze anos.
A representação do casamento através de uma série de flashbacks não lineares é uma reminiscência de Two for the Road (1967), estrelado por Albert Finney e Audrey Hepburn, enquanto os segmentos de "entrevista" com personagens que abordam a câmera diretamente como terapeuta são uma reminiscência de outro filme de Reiner, When Harry Met Sally... (1989), estrelado por Billy Crystal e Meg Ryan.

## Sinopse
Ben Jordan (Bruce Willis) e sua esposa Katie (Michelle Pfeiffer) estão casados há 15 anos, eles têm dois filhos, Erin (Colleen Rennison) e Josh (Jake Sandvig), uma bela casa e uma vida confortável. O casamento feliz, no entanto, se transforma em uma farsa - uma performance que entregam diariamente para o benefício de seus filhos, enquanto que nos bastidores eles não podem mais se suportarem. Com o envio de seus filhos para o acampamento de verão, Ben e Katie começam uma separação experimental, durante o qual tentam experimentar e lembrar do que se trata um ao outro que fez com que eles se apaixonassem, em primeiro lugar.

## Elenco
- Bruce Willis como Ben Jordan
- Michelle Pfeiffer como Katie Jordan
- Rita Wilson como Rachel Krogan
- Rob Reiner como Stan Krogan
- Julie Hagerty como Liza
- Tim Matheson como Marty
- Lucy Webb como Joanie Kirby
- Bill Kirchenbauer como Andy Kirby
- Red Buttons como Arnie Jordan
- Jayne Meadows como Dot
- Tom Poston como Harry
- Betty White como Lillian Jordan

The Story of Us foi a última aparição em um filme completo do premiado ator do Oscar Red Buttons.

## Recepção
The Story of Us tem uma classificação de 28% no Rotten Tomatoes, e uma pontuação de 37 em Metacritic, indicando várias críticas desfavoráveis.

## Na cultura popular
Taylor Swift ecoa o título numa música em seu álbum Speak Now.

## Prêmios e indicações
Colleen Rennison foi nomeada para o Young Artist Award para Melhor Performance em um Longa-Metragem - Atriz Coadjuvante Jovem.